# (24683) 1990 DV3
(24683) 1990 DV3 là một tiểu hành tinh vành đai chính. Nó được phát hiện bởi Henri Debehogne ở Đài thiên văn La Silla ở Chile ngày 26 tháng 2 năm 1990.